# سی‌ای‌سی/پی‌ای‌سی جی‌اف-۱۷ تاندر

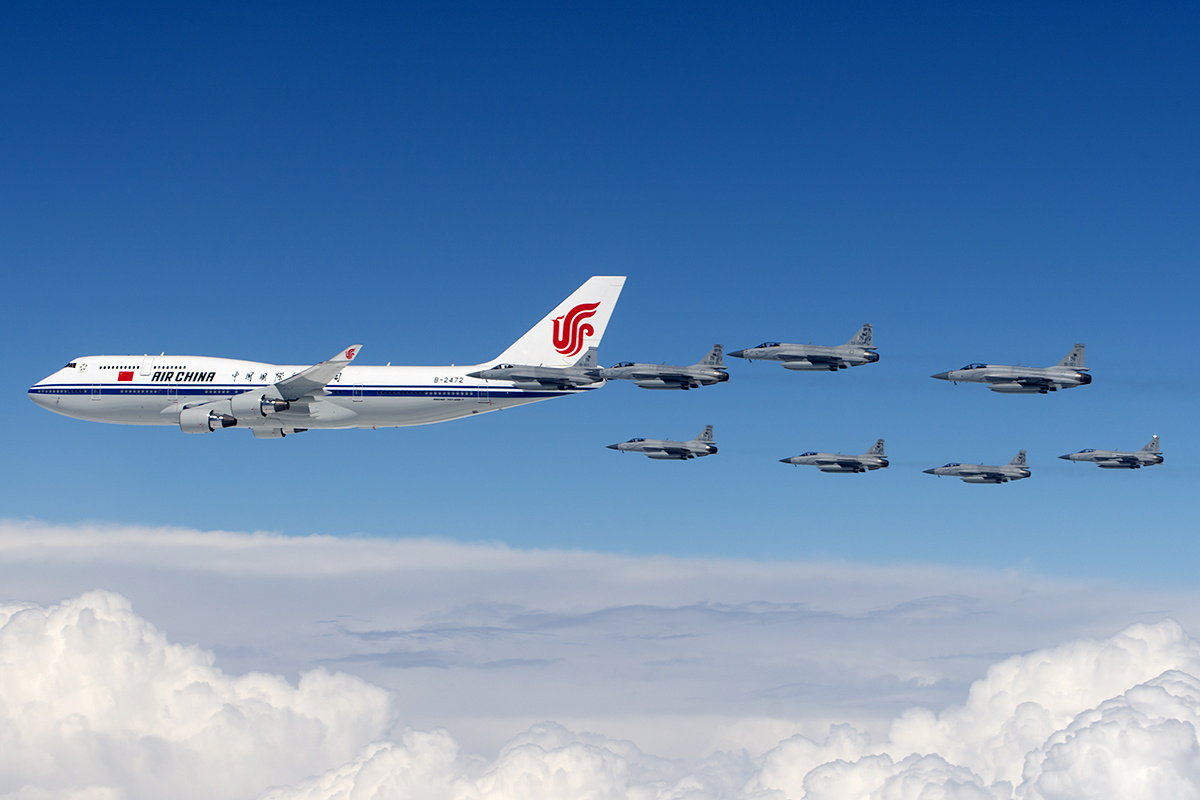
هشت فروند جی‌اف-۱۷ نیروی هوایی پاکستان درحال اسکورت بوئینگ ۷۴۷ سوخت‌رسان نیروی هوایی چین

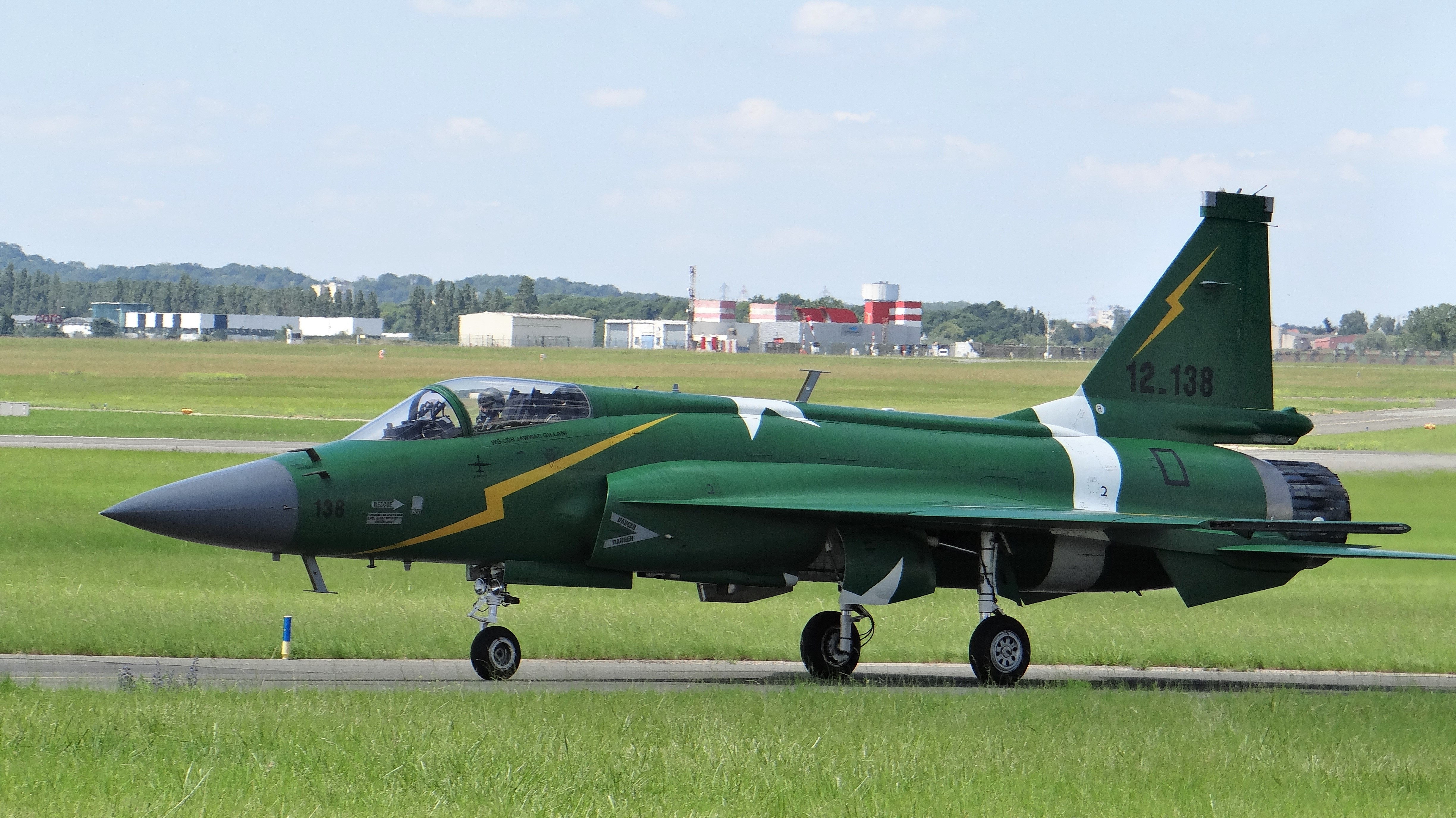
نیروی هوایی پاکستان

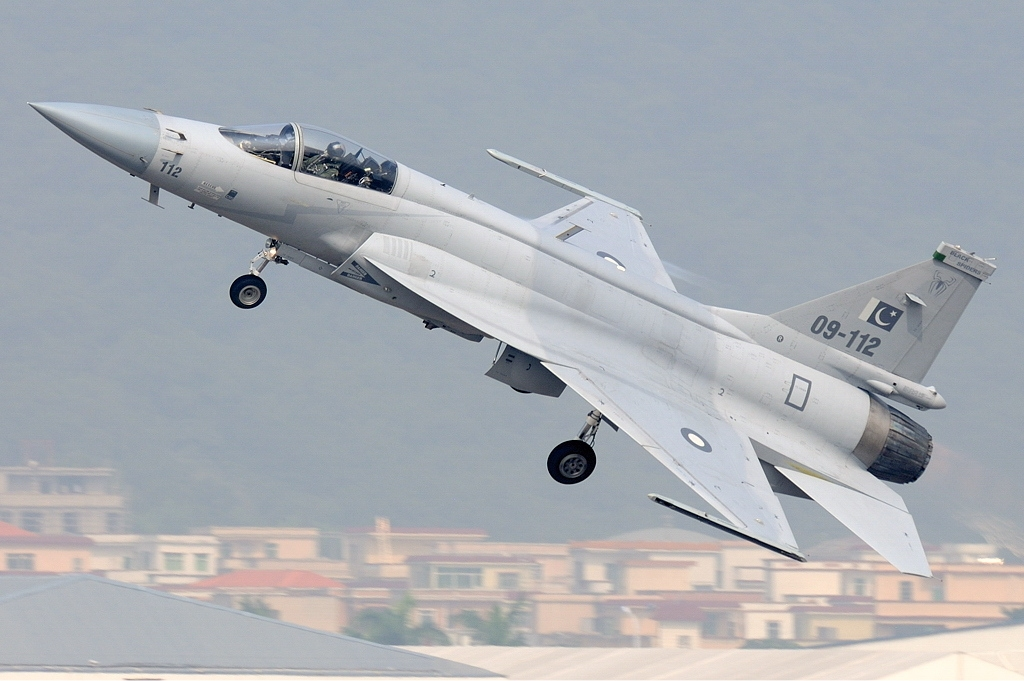

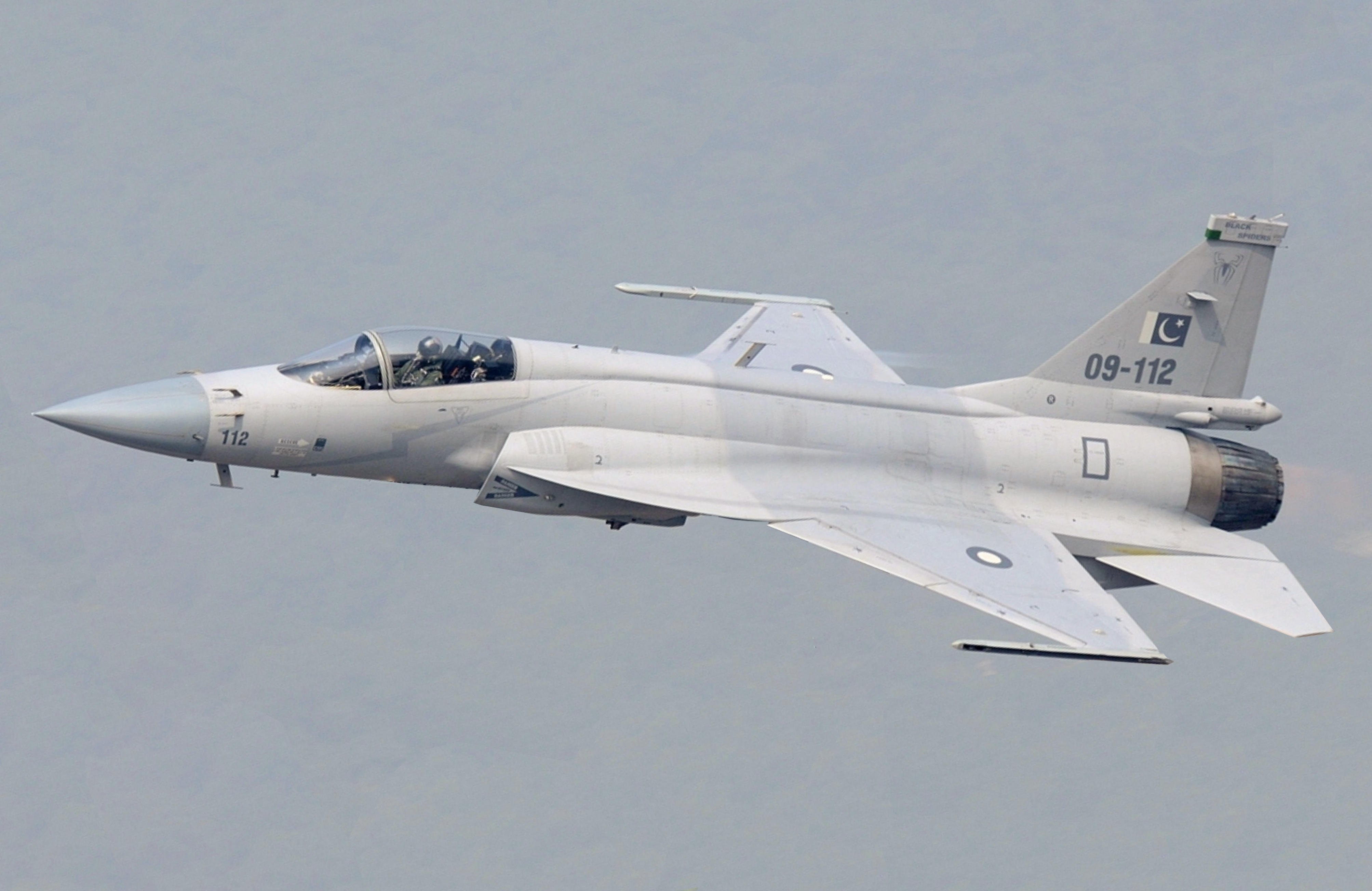

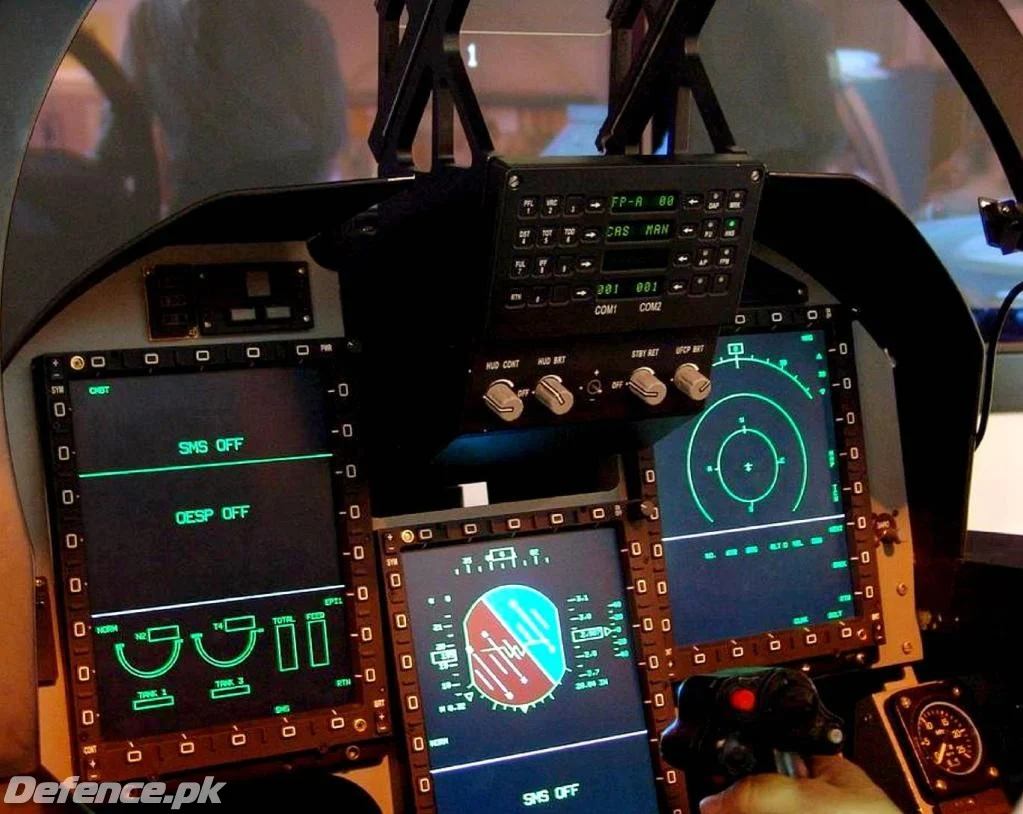
کابین جی‌اف-۱۷

جی‌اف-۱۷ تاندر (به انگلیسی: JF-17 Thunder) جنگنده چندمنظورهٔ سبکِ تک‌موتوره نیروی هوایی پاکستان است.

این جنگنده محصول مشترک مجموعه هوافضای پاکستان و شرکت هوانوردی چنگدو چین است؛ که در چین به نام اف‌سی ۱ ژیائولانگ شناخته می‌شود. این جنگنده از موتور روسی آردی-۹۳ بهره می‌گیرد که آن را به حداکثر سرعت ۱٫۶ ماخ می‌رساند و توانایی انجام مأموریت‌های چندمنظوره و متنوعی چون رهگیری، شناسایی هوایی، حمله به زمین و اهداف دریایی را دارد. جی‌اف-۱۷ به یک توپ مسلسل ۲۳ م‌م دولول مجهز است و می‌تواند به انواع موشک‌های هوابه‌هوا و هوابه‌سطح مسلح شود.
این جنگنده براساس نیازهای نیروی هوایی پاکستان ساخته شد و در کنار جنگنده آمریکایی اف-۱۶ به ستون فقرات نیروی هوایی این کشور تبدیل شده‌است. چینی‌ها که در تولید این جنگنده مشارکت داشته‌اند، آن را به خدمت نگرفتند. ۶۴ فروند از این هواپیما تا پایان سال ۲۰۱۴ وارد خدمت در نیروی هوایی پاکستان شد. پاکستان این هواپیما را جایگزین جنگنده‌های سالخورده چینی و فرانسوی نانچانگ کیو-۵، چنگدو جی-۷، و میراژ ۳ خود می‌کند.
جی اف ۱۷ برتر از جنگنده‌های مشابه خانواده اف ۵ آمریکایی و اف ۷ چینی و میگ ۲۱ روسی است و قابلیتهای تهاجمی چندمنظوره پیشرفته نسل چهار دارد. این جنگنده به عنوان یک جنگنده کارآمد، ساده و ارزان مورد توجه کشورهای مختلف مانند ونزوئلا، الجزایر، سودان، مالزی، آرژانتین، لبنان، بنگلادش، نیجریه، سری‌لانکا، مراکش و اروگوئه قرار گرفته‌است. این جنگنده می‌تواند برای کشورهایی که توان مالی لازم برای خریداری جنگنده‌های نسل پنجم را ندارند، مناسب باشد. کشورهایی که احتمال حمله هواپیماهای پنهان‌کار به آنها کم است و نیازی به حملات دوربرد ندارند ممکن است جذب این جنگنده شوند زیرا جی‌اف-۱۷ می‌تواند پر کنندهٔ خلا میان جنگنده‌های نسل سه و نسل پنج باشد. هر چند طراح ارشد هواپیما معترف است که «این هواپیما نمی‌تواند با دیگر هواپیماها در بازار رقابت کند» و شرایط ژئوپولیتیکی نیز به نفع صادرات این جنگنده نیست.
در ۲۵ مارس ۲۰۱۵ گزارشی غیررسمی در مورد قرارداد میانمار و پاکستان برای راه اندازی خط تولید این جنگنده در میانمار اعلام شد. پیش از این میانمار جنگنده‌های چینی مثل اف-۷ (مدل چینی میگ-۲۱) و نانچانگ کیو-۵ را در خاک خود تولید کرده بود.

## رونمایی
«سهیل امان» فرمانده نیروی هوایی ارتش پاکستان بیان داشت که پاکستان به تنهایی جنگنده «جی اف ۱۷» را ساخته و از چین هیچ کمکی نگرفته‌است.
به گزارش خبرگزاری مهر به نقل از روزنامه «جیو»، «سهیل امان» فرمانده نیروی هوایی ارتش پاکستان در گفتگوی ویژه با روزنامهٔ آمریکایی «واشینگتن تایمز» بیان داشت که پاکستان برای ساخت جنگنده‌های مسلح از چین هیچ کمکی نگرفته‌است و گزارش‌های داده شده مبنی بر کمک چین به پاکستان در ساخت جنگنده‌های مسلح کاملاً اشتباه است چرا که مهندسین پاکستانی به تنهایی به دانش چگونگی ساخت این جنگنده‌ها دست یافته‌اند.
وی افزود: سازمان ملی هوانوردی پاکستان به تنهایی جنگنده «جی اف ۱۷» را ساخته‌است.
این جنگنده تاکنون هزاران ساعت پرواز داشته و در سوابق عملیاتی خود در بازه سال ۲۰۱۴ تا ۲۰۱۷ در استان وزیرستان شمالی عملیات ضدتروریسم انجام داده‌است. در سال ۲۰۱۹ این جنگنده یک فروند پهپاد نظامی ایرانی را که وارد حریم هوایی پاکستان شده بود، در مرز ایران–پاکستان سرنگون کرد. در سال ۲۰۱۹ نیروی هوایی پاکستان مدعی شد که این جنگنده یک فروند میگ ۲۱ هندی را نیز سرنگون کرده‌است.

## مدلها و ویژگیها
تا قبل از سال ۲۰۱۸ میلادی، همهٔ جنگنده‌های جی‌اف-۱۷ از نوع بلاک ۱ بودند و مدل بلاک ۲ در سال ۲۰۱۸ ارائه شد و قرار شد تا سال ۲۰۲۱ در خط تولید بماند. این جنگنده در نسخه سوم خود، بلاک ۳، موتور جدیدی با کد RD-93MA دریافت کرد و رادار و الکترونیک پرواز آن بهبود یافت.

## نگارخانه

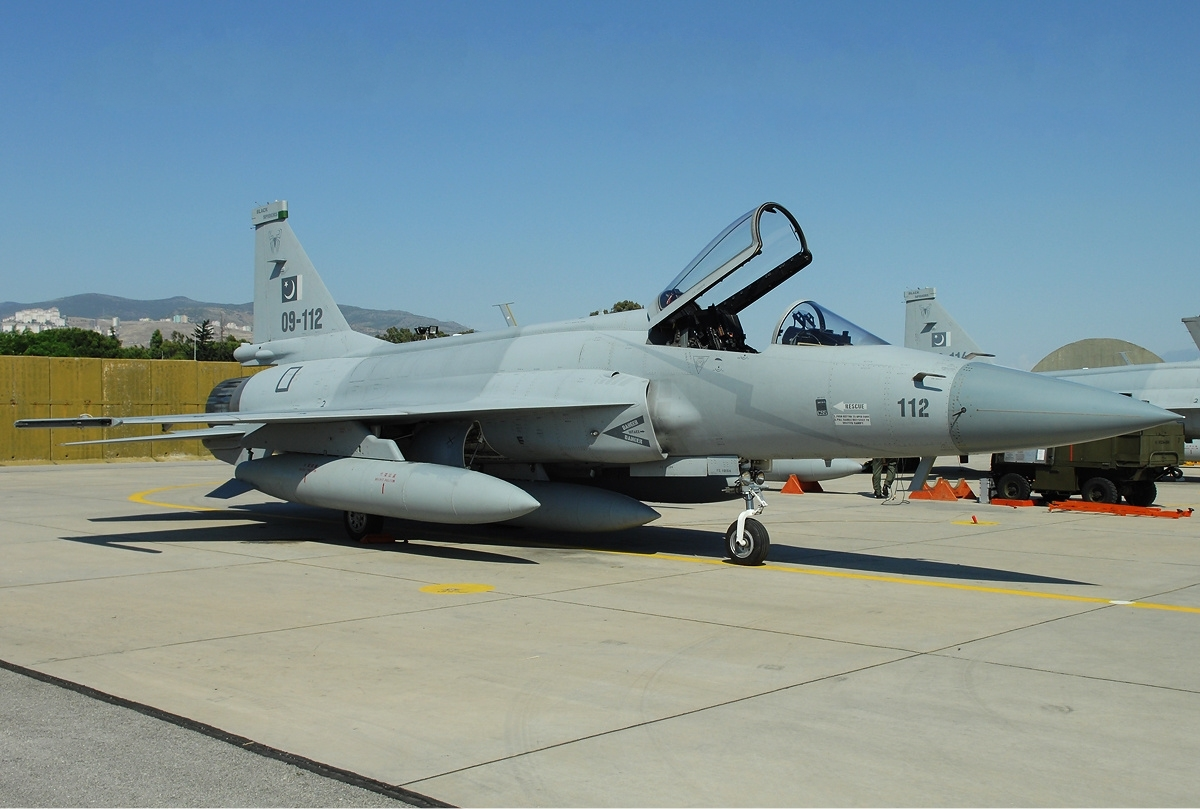
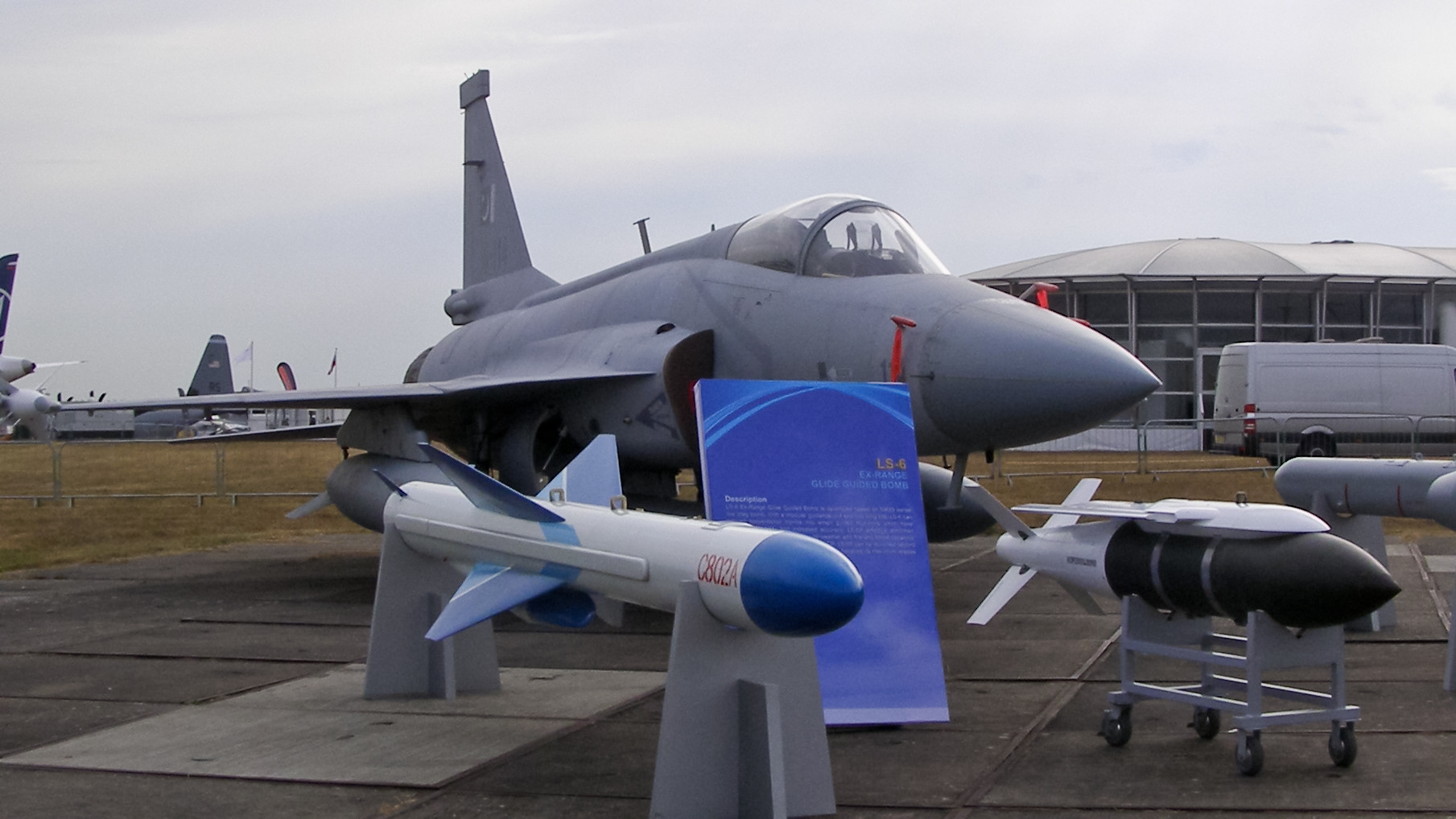
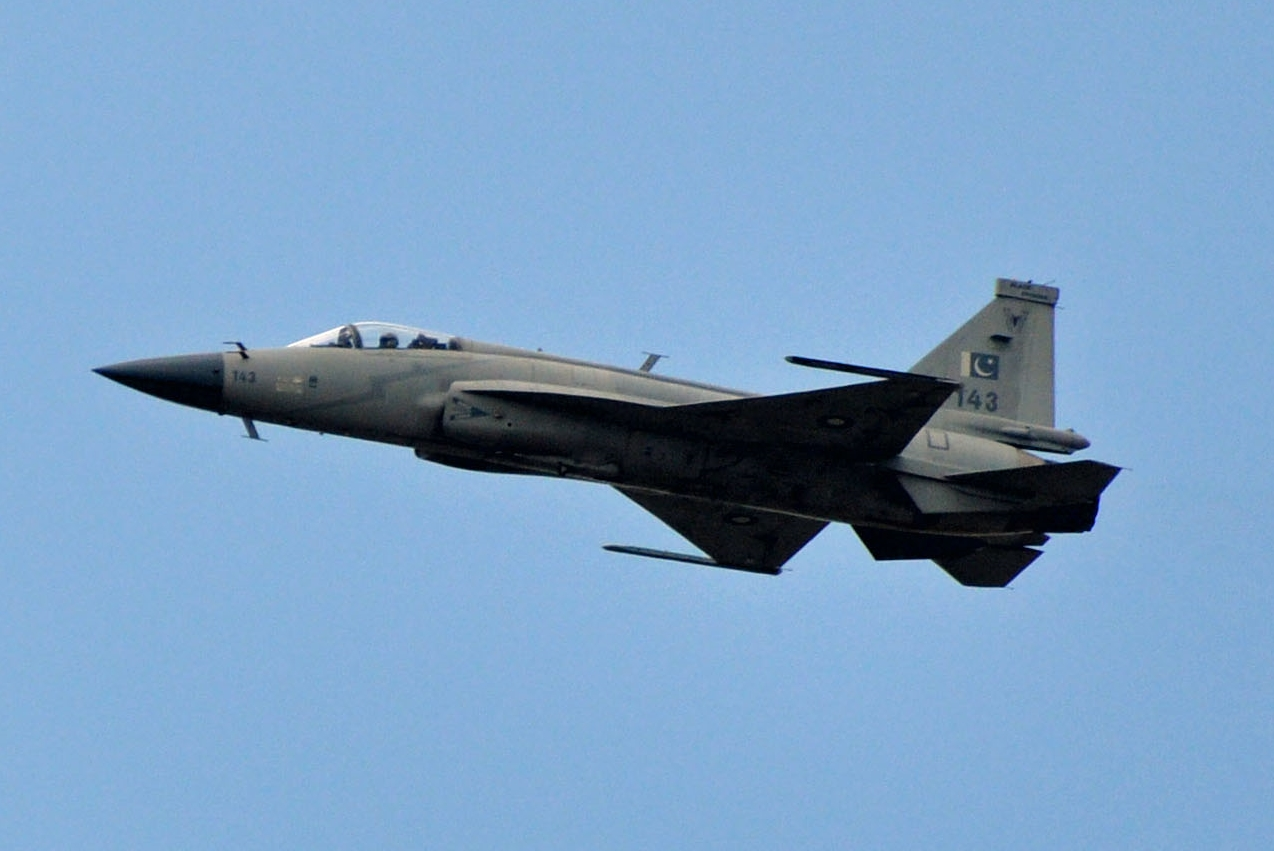
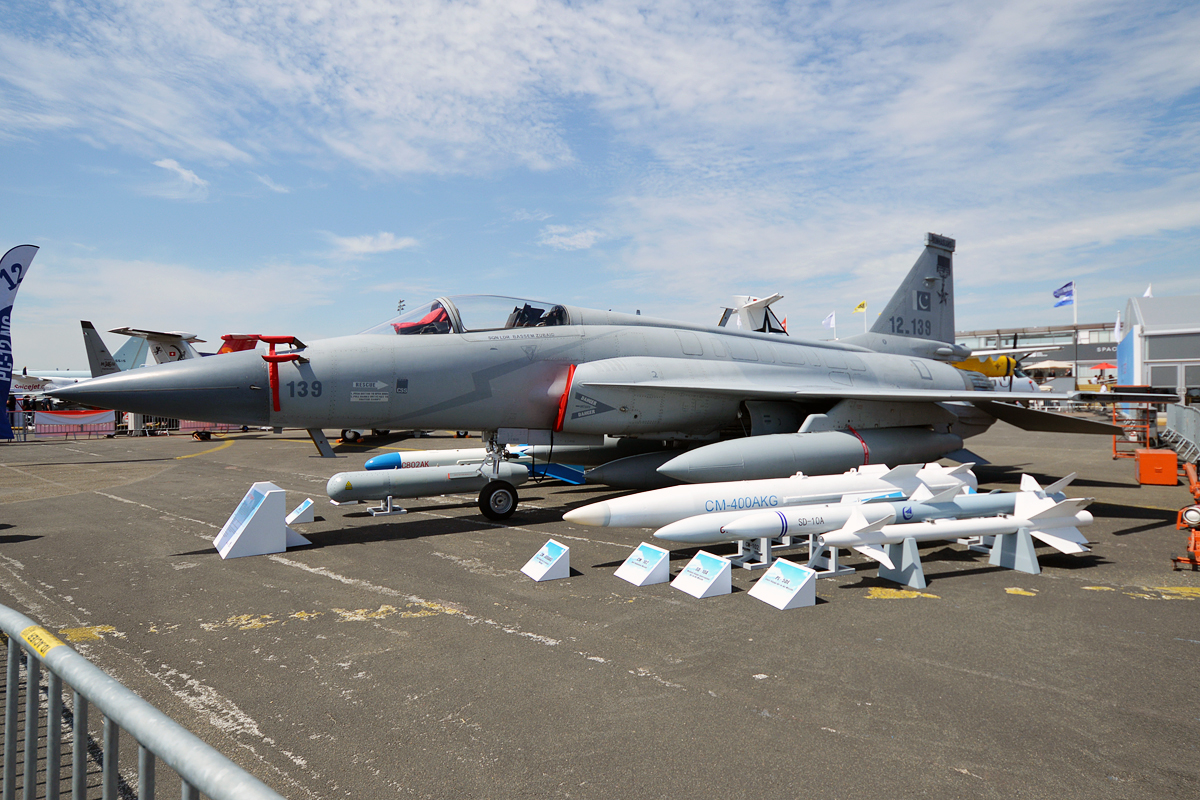
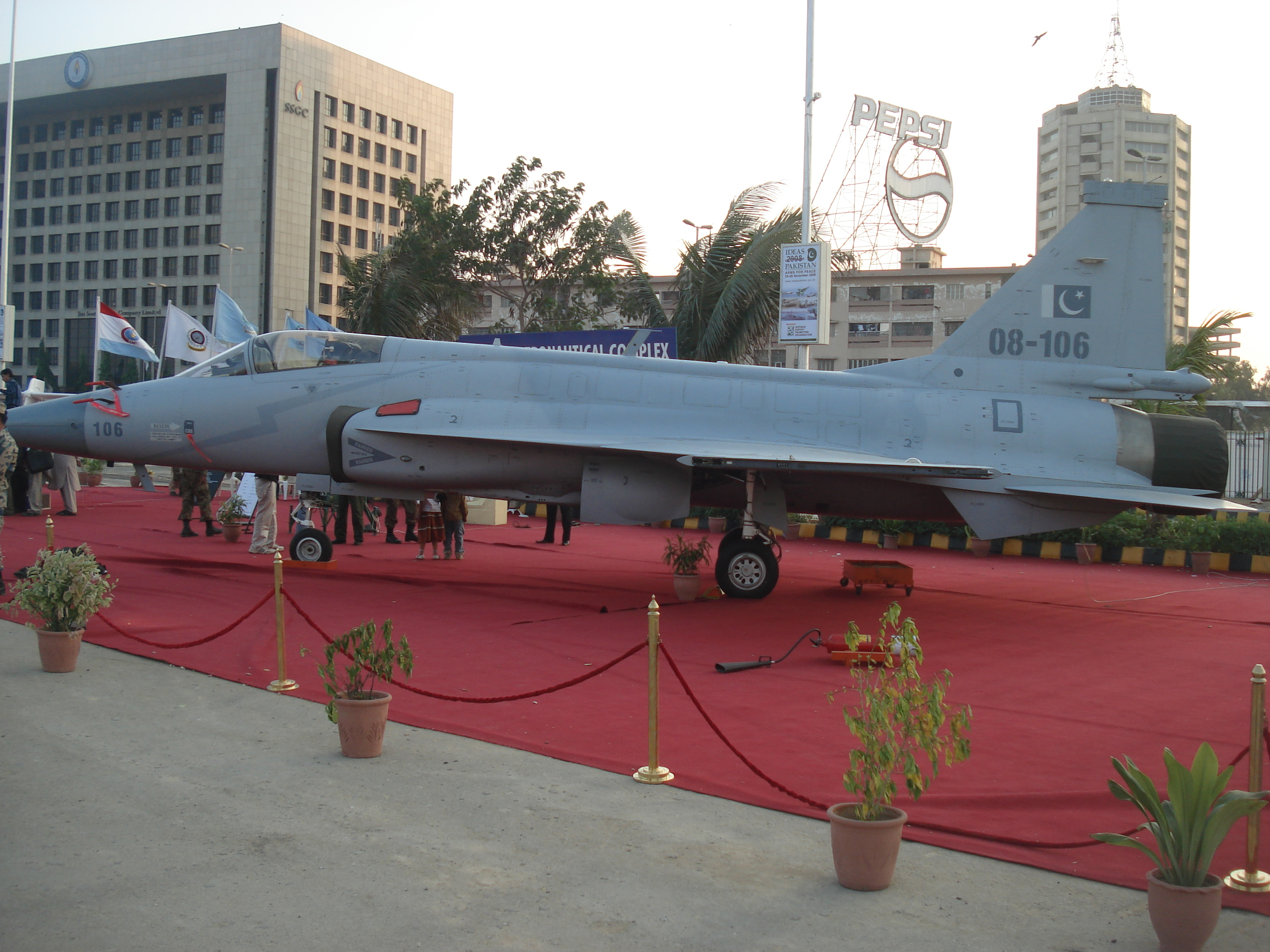
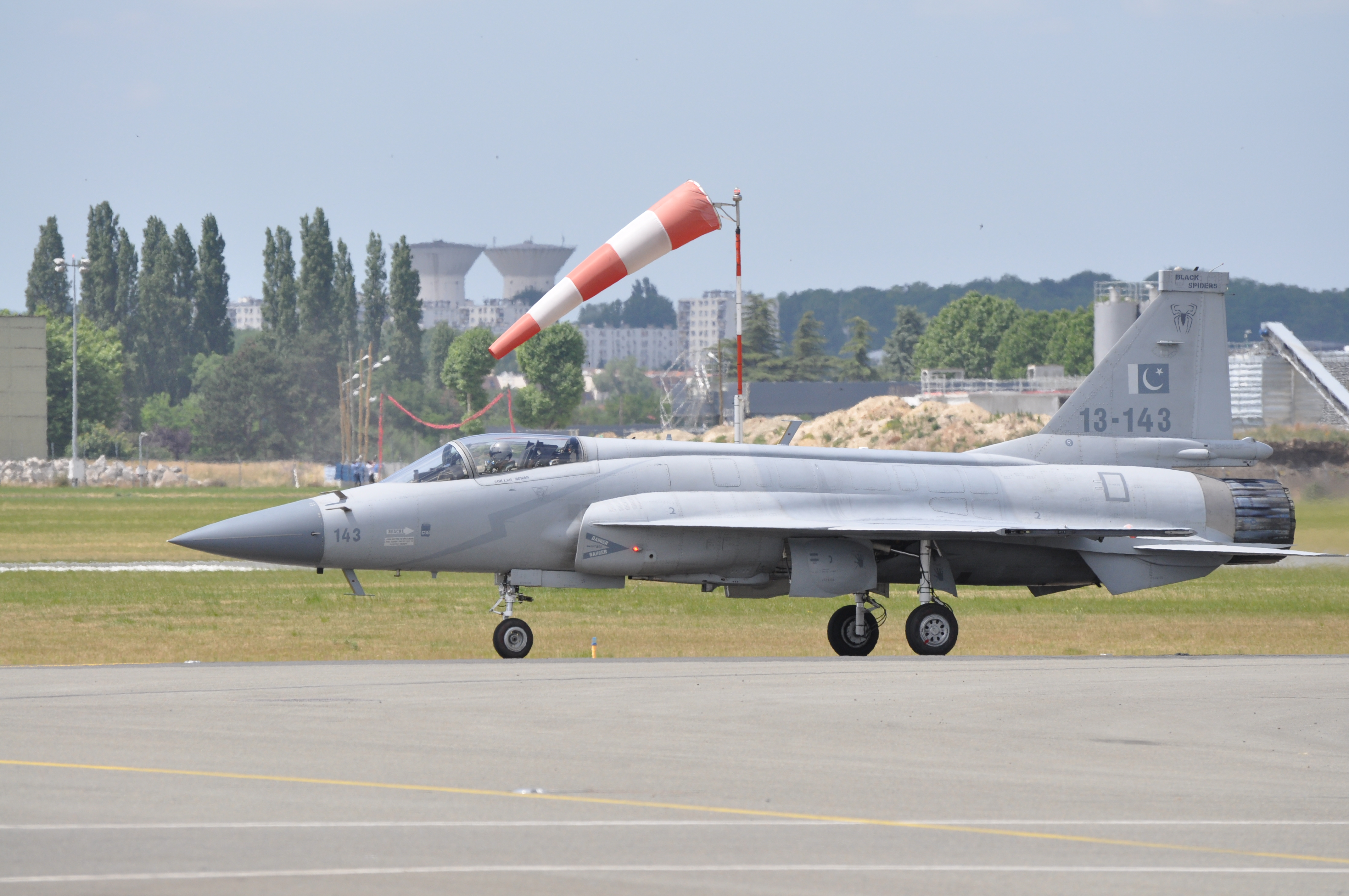
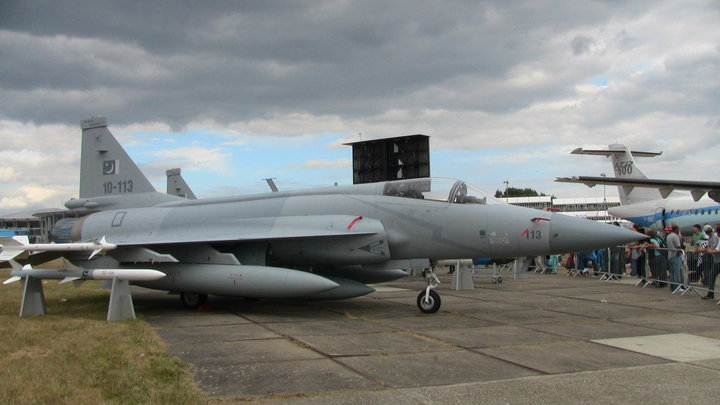
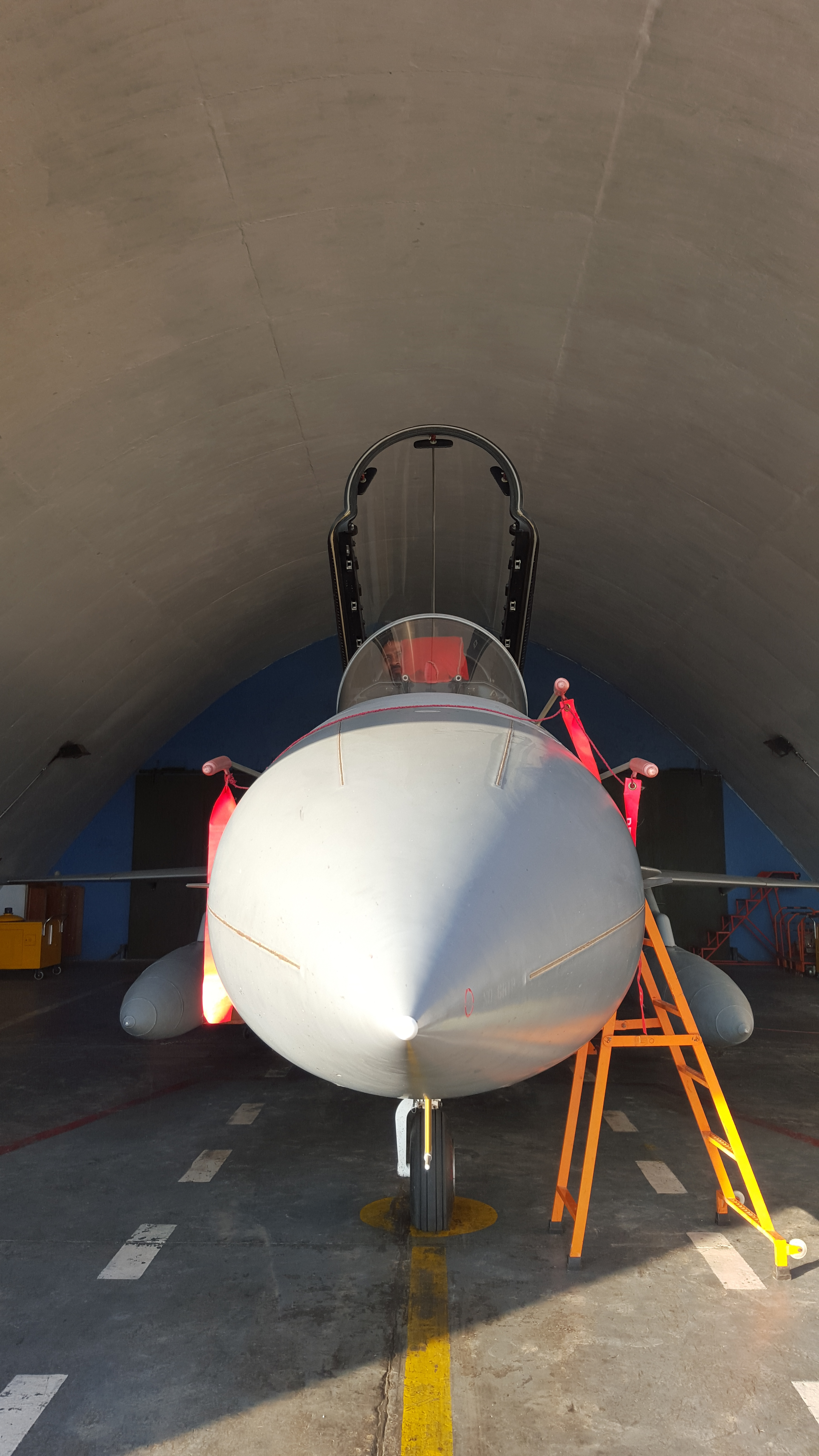
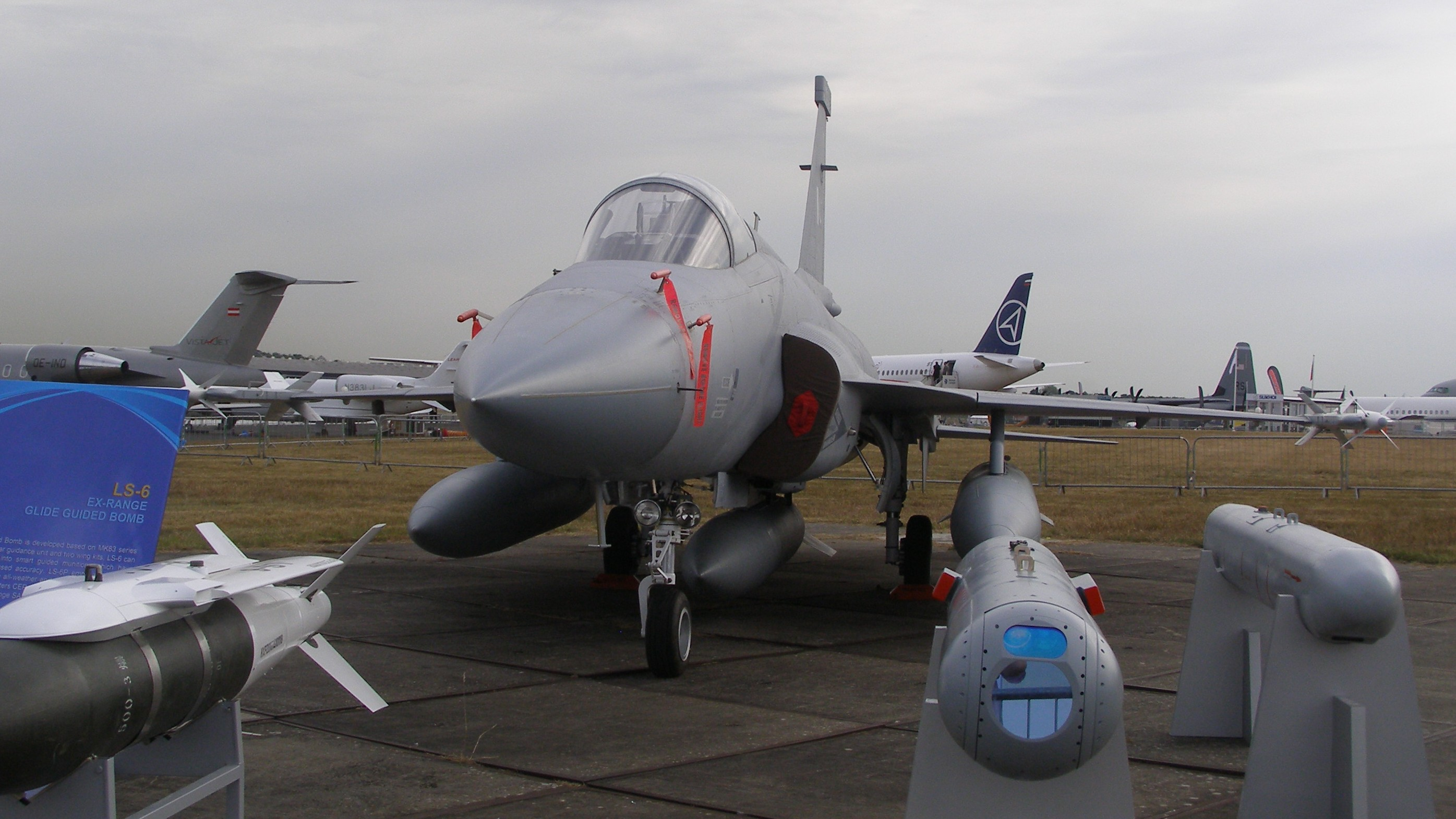

## مشخصات مدل بلاک ۲
داده‌ها از Pakistan Aeronautical Complex marketing brochure and official website
ویژگی‌های عمومی
- خدمه: 1 (single-seat JF-17A) or 2 (dual-seat JF-17B)
- طول: ۱۴٫۹۳ متر (۴۹ فوت ۰ اینچ)
- پهنای بال: ۹٫۴۴ متر (۳۱ فوت ۰ اینچ)
- ارتفاع: ۴٫۷۷ متر (۱۵ فوت ۸ اینچ)
- مساحت بال‌ها: ۲۴٫۴۳ متر مربع (۲۶۳٫۰ فوت مربع)
- وزن خالی: ۶٬۵۸۶ کیلوگرم (۱۴٬۵۲۰ پوند)
- بیشترین وزن برخاست: ۱۲٬۳۸۴ کیلوگرم (۲۷٬۳۰۲ پوند) [۱۳]
- ظرفیت سوخت: ۲٬۳۳۰ کیلوگرم (۵٬۱۳۷ پوند) internal fuel; 1 x ۸۰۰ کیلوگرم (۱٬۷۶۴ پوند) centre-line drop tank; 2 x ۸۰۰ کیلوگرم (۱٬۷۶۴ پوند) or ۱٬۱۰۰ کیلوگرم (۲٬۴۲۵ پوند) under-wing drop tanks
- پیشرانه: ۱ عدد توربوفن با پس‌سوز with DEEC Klimov RD-93, ۴۹٫۴ کیلونیوتن (۱۱٬۱۰۰ پوند-نیرو) thrust dry, ۸۴٫۴ کیلونیوتن (۱۹٬۰۰۰ پوند-نیرو) با پس‌سوز

عملکرد
- حداکثر سرعت: ۱٬۹۱۰ کیلومتر بر ساعت (۱٬۱۹۰ مایل بر ساعت، ۱٬۰۳۰ گره)
- حداکثر سرعت: ۱٫۶ ماخ
- سرعت کروز: ۱٬۳۵۹ کیلومتر بر ساعت (۸۴۴ مایل بر ساعت، ۷۳۴ گره)
- سرعت واماندگی: ۱۵۰ کیلومتر بر ساعت (۹۳ مایل بر ساعت، ۸۱ گره)
- بُرد: ۱٬۳۲۰ کیلومتر (۸۲۰ مایل، ۷۱۰ مایل دریایی)
- بُرد رزمی: ۸۰۰ کیلومتر (۵۰۰ مایل، ۴۳۰ مایل دریایی)
- بُرد معبر: ۲٬۵۰۰ کیلومتر (۱٬۶۰۰ مایل، ۱٬۳۰۰ مایل دریایی) with 3 external drop tanks
- حداکثر ارتفاع: ۱۶٬۹۲۰[۱۴] متر (۵۵٬۵۱۰ فوت)
- حد شتاب جی: +۸/-3 (limited by flight control system)
- نرخ صعود: ۳۰۰ متر بر ثانیه (۵۹٬۰۰۰ فوت بر دقیقه)
- نیرو/وزن: 0.95 with RD-93 (with 50% internal fuel and 2 x SRAAMs),[۱۵]